# Тайана, Хорхе Энрике
Хо́рхе Энри́ке Тайа́на (исп. Jorge Enrique Taiana; род. 31 мая 1950, Буэнос-Айрес, Аргентина) — аргентинский политик и государственный деятель, министр иностранных дел Аргентинской Республики (2005—2010), министр обороны Аргентины (2021—2023).

## Биография
Сын личного врача Хуана Доминго Перона и министра образования в его последнем правительстве.
В 1968 году окончил Национальный колледж Буэнос-Айреса.
С 1970 года выступал в рядах перонистской молодёжи, вступил в Хустисиалистскую партию. В то время товарищи называли его «канцлером» из-за сдержанного подхода, безупречной внешности и дипломатичности при обсуждении острых тем.
В 1973 году был назначен главой канцелярии министерства образования, где работал его отец. Также был советником Комитета по международным отношениям Палаты депутатов и координатором Центра социальных исследований Службы мира и правосудия в Латинской Америке (SERPAJ).
29 июня 1975 года был заключён в тюрьму по решению правительства Марии Эстелы Мартинес де Перон, после того как ему неоднократно угрожали боевики Аргентинского антикоммунистического альянса. Содержался под стражей в течение семи лет, большинство из них – в тюрьме Роусон. 
Получив свободу, окончил факультет социологии в университете Буэнос-Айреса и получил степень магистра социальных наук. С 1983 по 1989 год работал при магистратуре социальных наук Университета Буэнос-Айреса. Был назначен советником Комитета по иностранным делам Палаты депутатов (1987—1989). 
В 1989 году был назначен в министерство иностранных дел секретарём министерства по вопросам организации и специальным вопросам, затем секретарём министерства и организатором представительств Аргентины в международных организациях.
С 1992 года работал профессором социальных коммуникаций в Латиноамериканском Институте Социальных наук, а затем в области социологии в Школе психологии Университета Буэнос-Айреса. Выступал на нескольких международных конференциях по вопросам, связанным с правами человека.
Был послом в Гватемале (и Белизе по совместительству) с 1992 по 1996 год. С 1996 по 2001 год был исполнительным секретарём Межамериканской комиссии по правам человека ОАГ в Нью-Йорке. Руководил более чем 30 миссиями, в сферу его задач входила проверка возможных нарушений, а также продвижение и заключение соглашений о дружественном урегулировании между властями и петиционерами.
26-30 декабря 2001 года был помощником министра по правам человека при временном президенте Адольфо Родригесе Саа.
По возвращении в Аргентину был преподавателем в Национальном университете Кильмеса. В 2002—2007 годах был секретарём по правам человека правительства провинции Буэнос-Айрес.
25 мая 2003 года, после прихода к власти правительства Нестора Киршнера, был назначен заместителем министра иностранных дел. В 2005 году после отставки Рафаэля Бьелсы занял пост министра иностранных дел и культа. Считался «человеком президента».
Участвовал в качестве гаранта в гуманитарной миссии «Операция Эммануил» в Колумбии по освобождению заложников, удерживаемых партизанами FARC. Председательствовал в Совете Безопасности ООН.
18 июня 2010 года подал заявление об отставке по сугубо личным причинам.
На выборах 2013 года возглавил список кандидатов в законодательные органы Буэнос-Айреса от Фронта за победу (FPV) в федеральной столице и был избран на 4 года.
22 августа 2014 года выдвинул свою кандидатуру на пост президента FPV для участия в выборах в местные органы власти 9 августа 2015 года. 
В 2015 году возглавил список кандидатов в депутаты парламента Меркосур от FPV и одержал победу, уйдя при этом в отставку с должности депутата собрания г. Буэнос-Айрес. Тогда же был избран вице-президентом парламента Меркосур, а с 1 января 2016 года – президентом этого органа в рамках годового президентства Аргентины. Входил в парламент Меркосур до 10 декабря 2019 года, когда перешёл на должность сенатора в Аргентине.
Был кандидатом в сенаторы от провинции Буэнос-Айрес в рамках выборов 2017 года, находясь в списке «Гражданского единства» бывшего президента Кристины Киршнер, однако проиграл, получив 37,31 % голосов.
В 2019—2021 годах сенатор от провинции Буэнос-Айрес, С 10 августа 2021 года – министр обороны в правительстве Альберто Фернандеса.
Женат на продюсере крупнейшей аргентинской телекомпании Telefe Бернарде Льоренте и имеет трёх детей (двое — от первого брака).
Считается любителем гаванских сигар, хорошего джаза и аргентинского мяса (определяет себя как заядлый мясоед).

## Награды
- Медаль Мхитара Гоша (5 июля 2014 года, Армения)[6].